# Маккэй, Пегги
Пегги МакКэй (англ. Peggy McCay; 3 ноября 1927, Манхэттен, Нью-Йорк — 7 октября 2018, Лос-Анджелес, Калифорния) — американская актриса, чья карьера в кино и на телевидении насчитывает шесть десятилетий.

## Жизнь и карьера
МакКэй окончила колледж Барнарда, а после получила первую крупную роль в дневной мыльной опере «Любовь к жизни» в 1951 году. После пяти лет работы в шоу она покинула его чтобы начать карьеру в прайм-тайм и кино.
Она сыграла главные роли в четырёх фильмах в конце 50-х, а также снялась в собственном комедийном сериале, который просуществовал всего год. В конце 60-х она вернулась в мыльные оперы, снявшись сначала в «Молодая семья», а после в «Главный госпиталь». В конце 70-х — начале 80-х она снялась в сериале «Лу Грант».
МакКэй достигла наибольшей известности по роли в сериале «Дни нашей жизни». В 1991 году она выиграла премию «Эмми» за своё выступление в сериале Шэрон Глесс «Испытания Рози О’Нил». В общей сложности она шесть раз за свою карьеру была номинирована на «Эмми», последние разы в 2013 и 2015 годах, спустя два десятилетия со времен последней номинации.
Актриса скончалась 7 октября 2018 в возрасте 90 лет в своём доме в Лос-Анджелесе. Актриса никогда не была замужем и не имела собственных детей.